# Aeolus

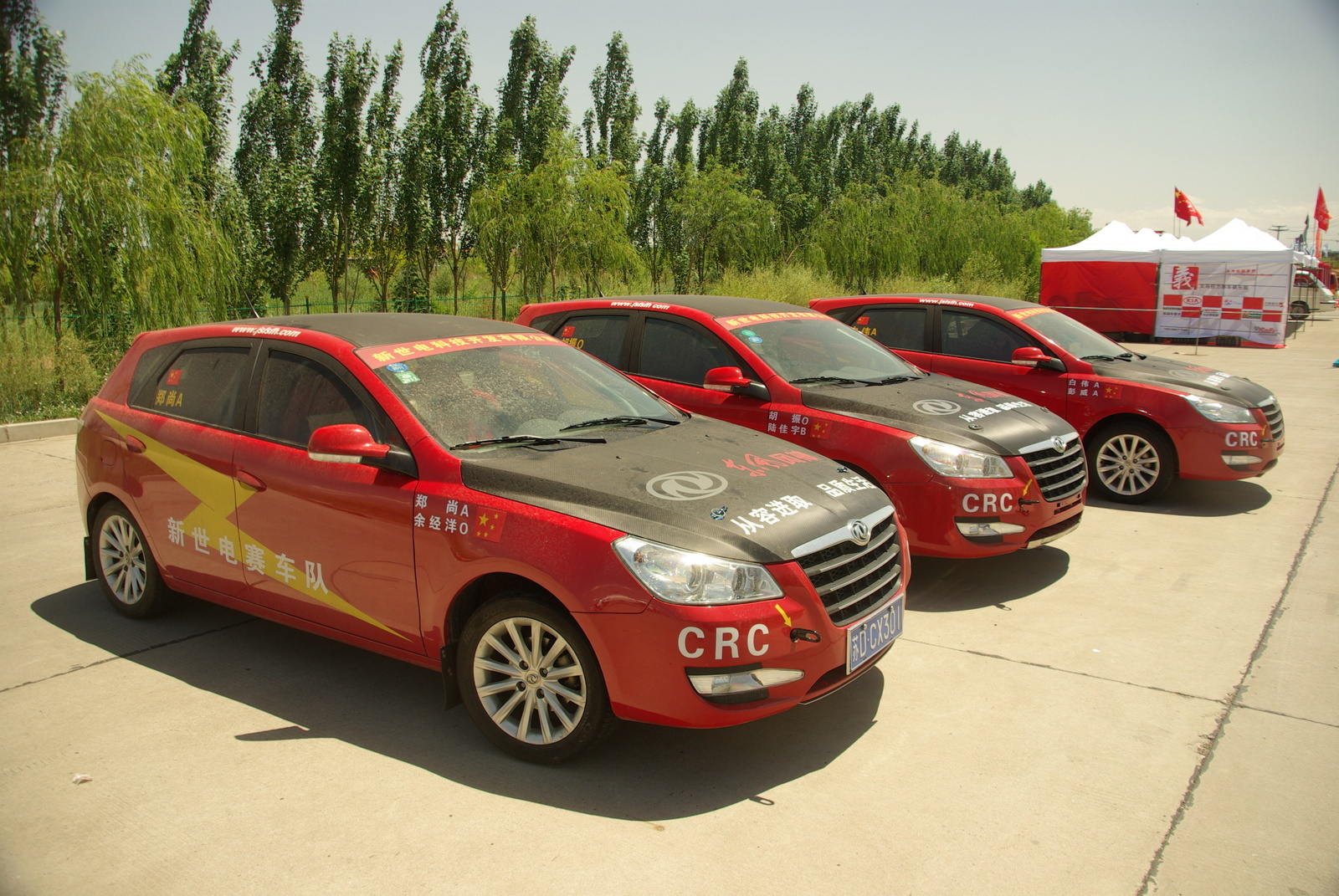
Спортивные автомобили Dongfeng Fengshen H30

Aeolus (Dongfeng Fengshen) — автомобильный бренд, принадлежащий китайскому автопроизводителю Dongfeng Passenger Vehicle Company, подразделению Dongfeng Motor Group. Бренд был запущен в июле 2009 года под названием Fengshen (кит. 风神; пиньинь Fēngshén), а позже был переименован в Aeolus.

## История
Название Fengshen впервые было использовано в качестве названия модели автомобиля компании Yunbao Automobile — совместного предприятия, созданного тайваньской компанией Yulon Motor. В конце 1990-х годов японский Nissan официально стал партнёром совместного предприятия Yunbao, в результате чего был выпущен первый автомобиль — Yunbao Fengshen 7200 на базе Nissan Bluebird U13, который поступил в продажу на китайском рынке в 1998 году. В 2003 году компания Nissan выкупила долю Yulon в совместном предприятии Dongfeng Nissan, а позже название Fengshen было выбрано в качестве названия нового суббренда.
Fengshen S30 — первая модель бренда Fengshen — была представлена в апреле 2009 года на Шанхайском автосалоне. В июле 2009 года продажи Fengshen S30 начались в Китае.
В июне 2010 года началось строительство завода по производству двигателей собственной разработки в провинции Хэбэй.
Пятидверный среднеразмерный хетчбэк Fengshen H30 официально был представлен в январе 2011 года. Компактный пятидверный кроссовер Fengshen H30 Cross дебютировал в апреле 2011 года на автосалоне в Шанхае, а в том же месяце его продажи начались в Китае. Компактный седан Fengshen A60 на базе Nissan Sylphy дебютировал в ноябре 2011 года в Гуанчжоу, а его продажи начались в марте 2012 года в Китае.
В апреле 2012 года было объявлено, что компания Dongfeng создаст мультибрендовую дилерскую сеть по всему Китаю для продажи автомобилей Fengshen, Dongfeng Fengxing и Zhengzhou Nissan.
Автомобили Fengshen впервые поступили в продажу за пределами Китая в августе 2012 года, когда бренд был запущен в Венесуэле.
В августе 2023 года компания Dongfeng Motor объявила о реструктуризации своих дочерних брендов Aeolus (Dongfeng Fengshen), Dongfeng Nammi и Dongfeng en. Все они были объединены в один бренд «Dongfeng», который объединил маркетинг и управление производством. Также они стали суббрендами и продолжали использовать независимые бренды.

## Модельный ряд

### Текущий
- Aeolus Yixuan (2019 — настоящее время) — компактный седан
  - Aeolus Yixuan GS (2020 — настоящее время) — SUV-версия Yixuan
- Aeolus Yixuan Max (2021 — настоящее время) — среднеразмерный седан[10]
- Aeolus A60 (2011 — настоящее время) — компактный седан
  - Aeolus A60 EV/E70 (2015 — настоящее время) — EV-версия A60
- Aeolus AX7 (2014 — настоящее время) — компактный SUV
- Aeolus Haoji (2022 — настоящее время) — компактный SUV
- Aeolus Haohan (2023 — настоящее время) — компактный SUV
  - Aeolus Sky EV01 (2023 — настоящее время) — EV-версия Haohan
  - Aeolus L7 (2024 — настоящее время) — PHEV-версия Haohan

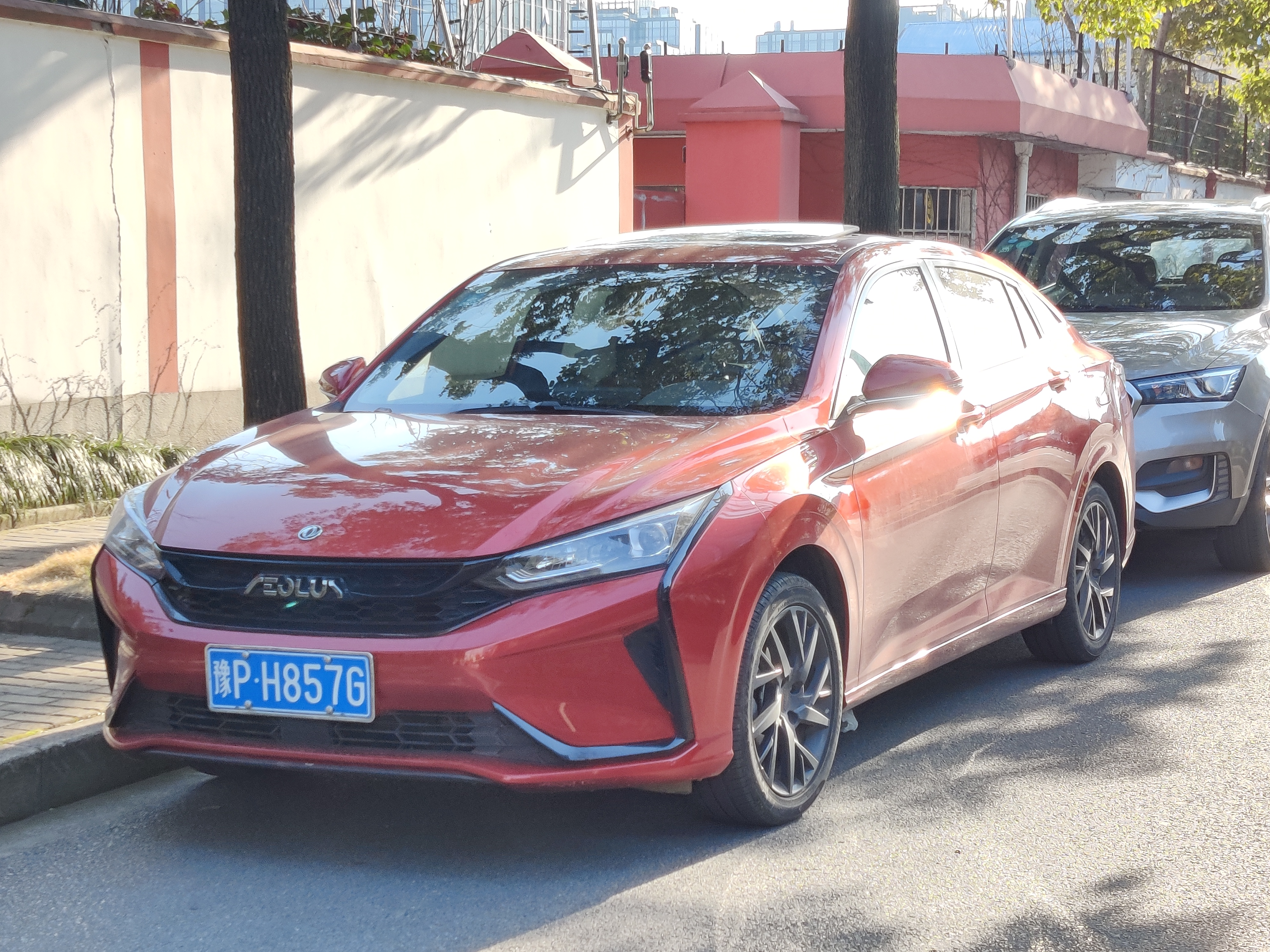
Aeolus Yixuan
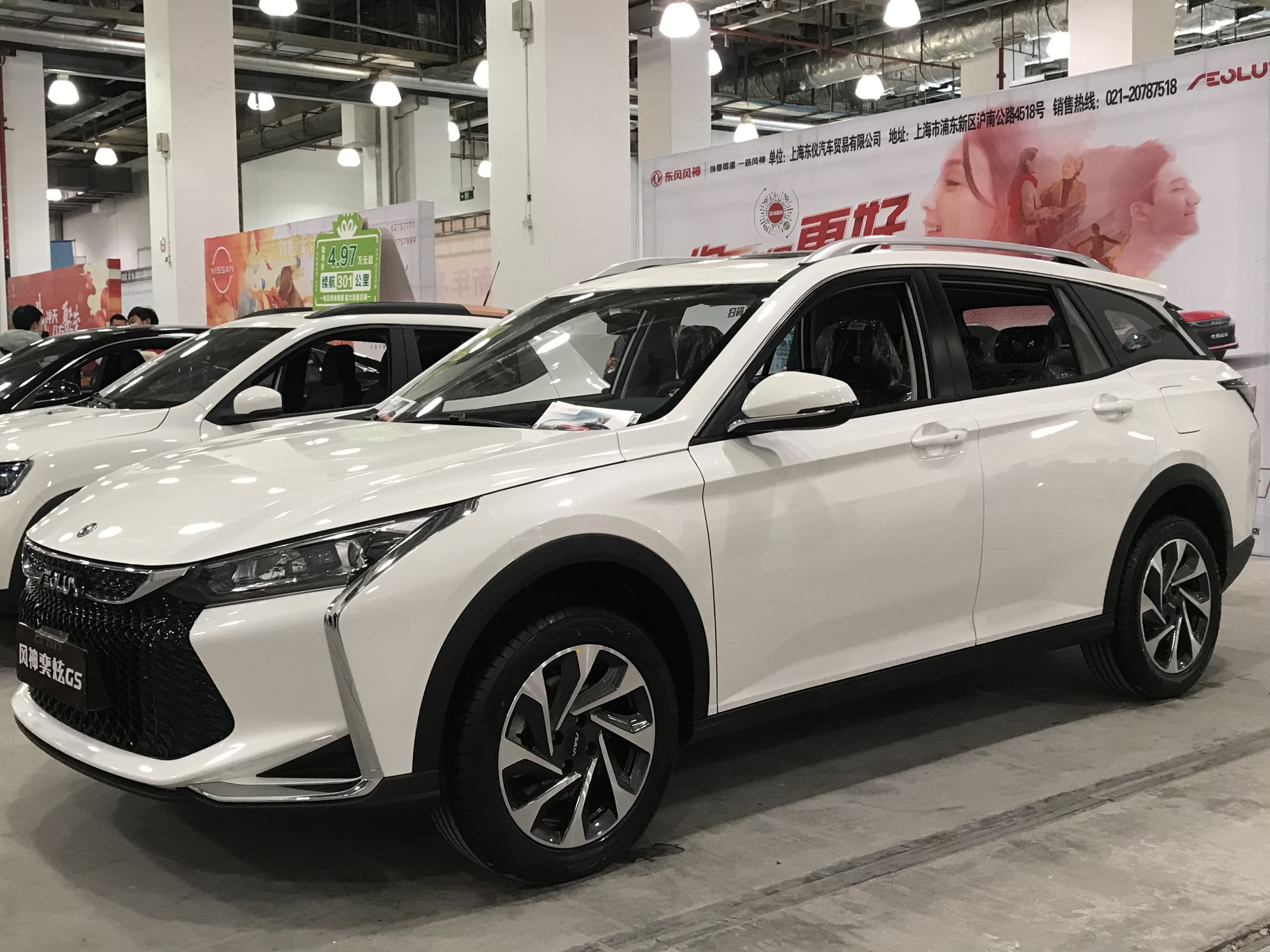
Aeolus Yixuan GS
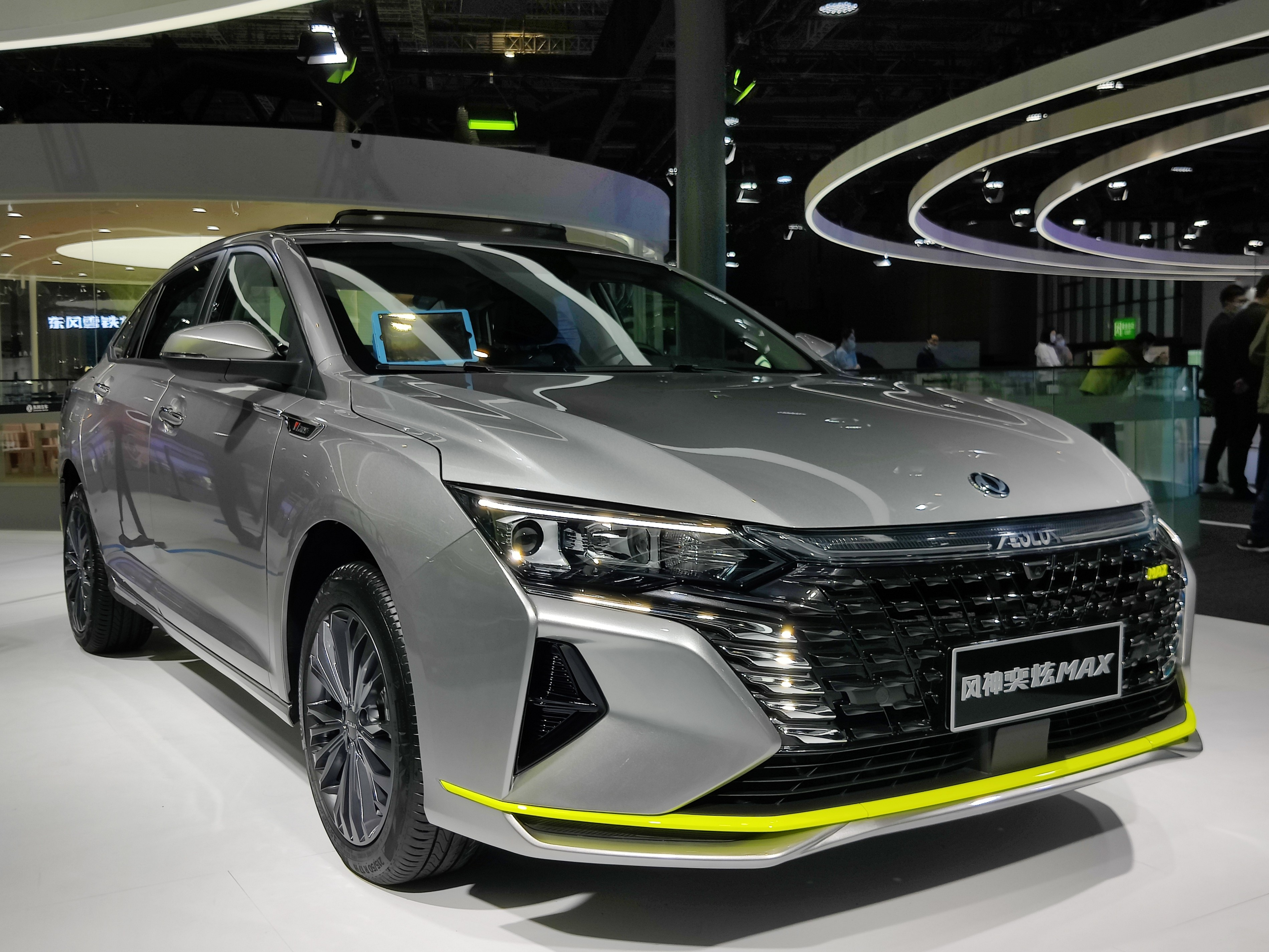
Aeolus Yixuan Max
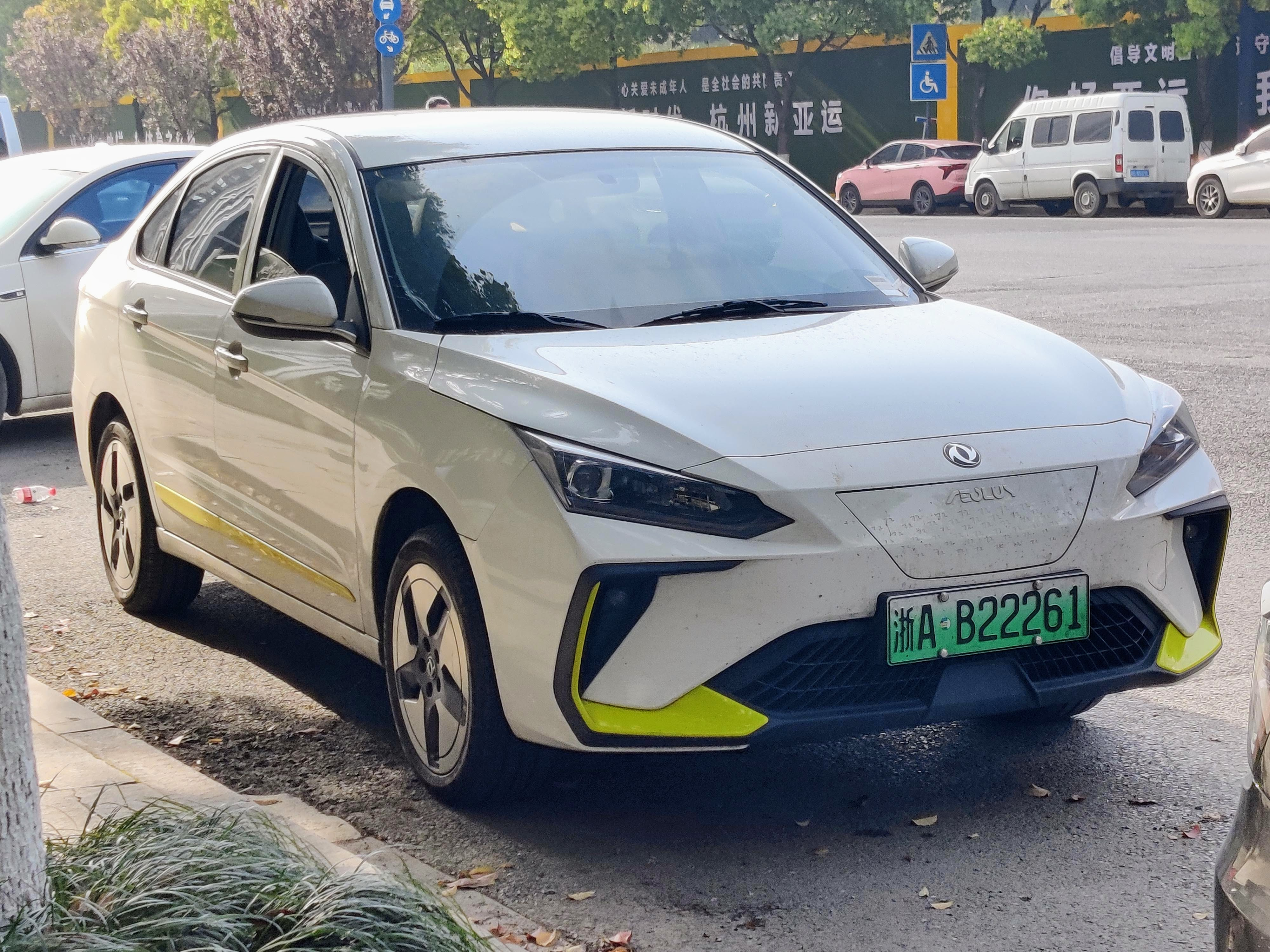
Aeolus E70
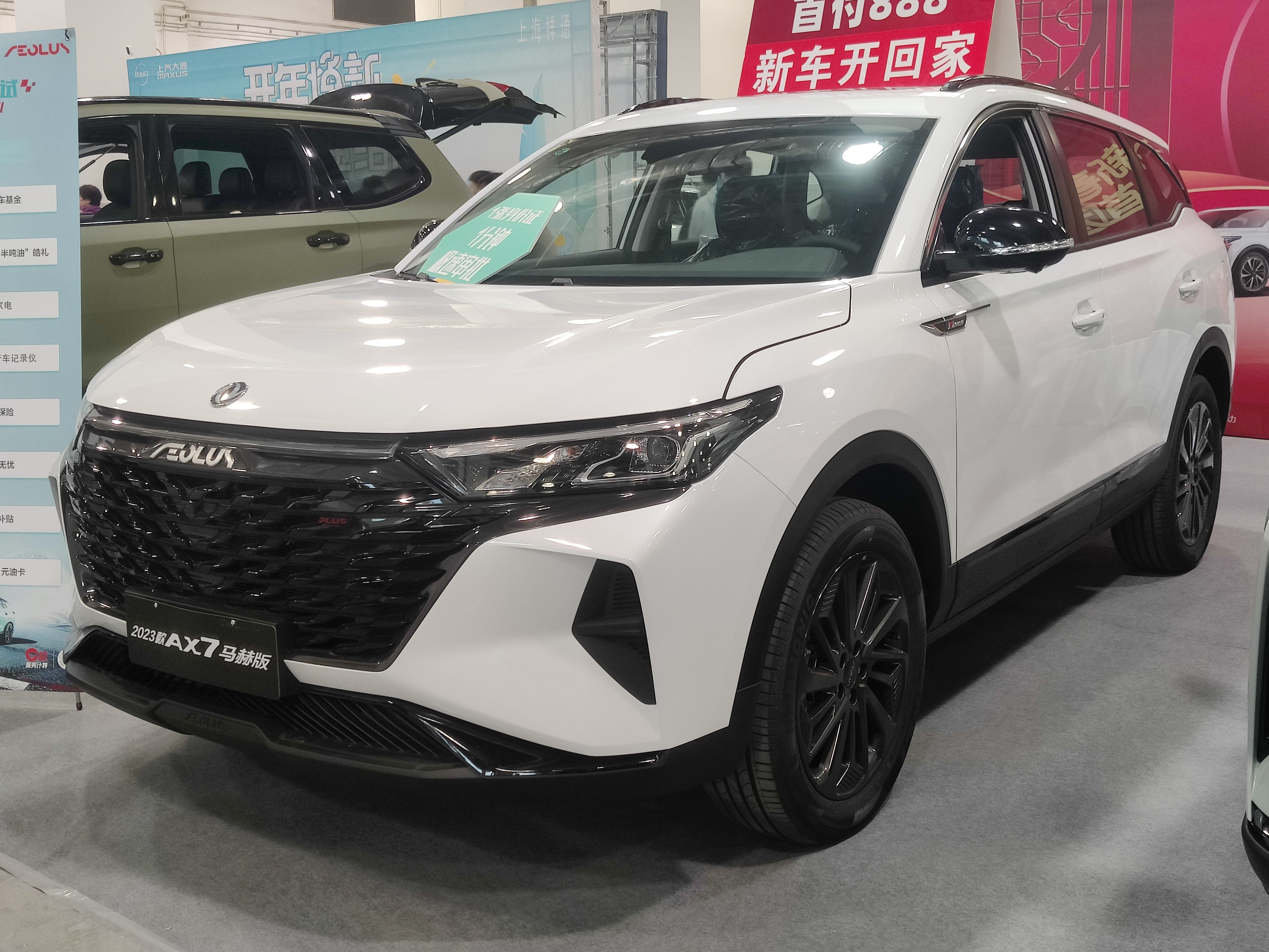
Aeolus AX7 Plus
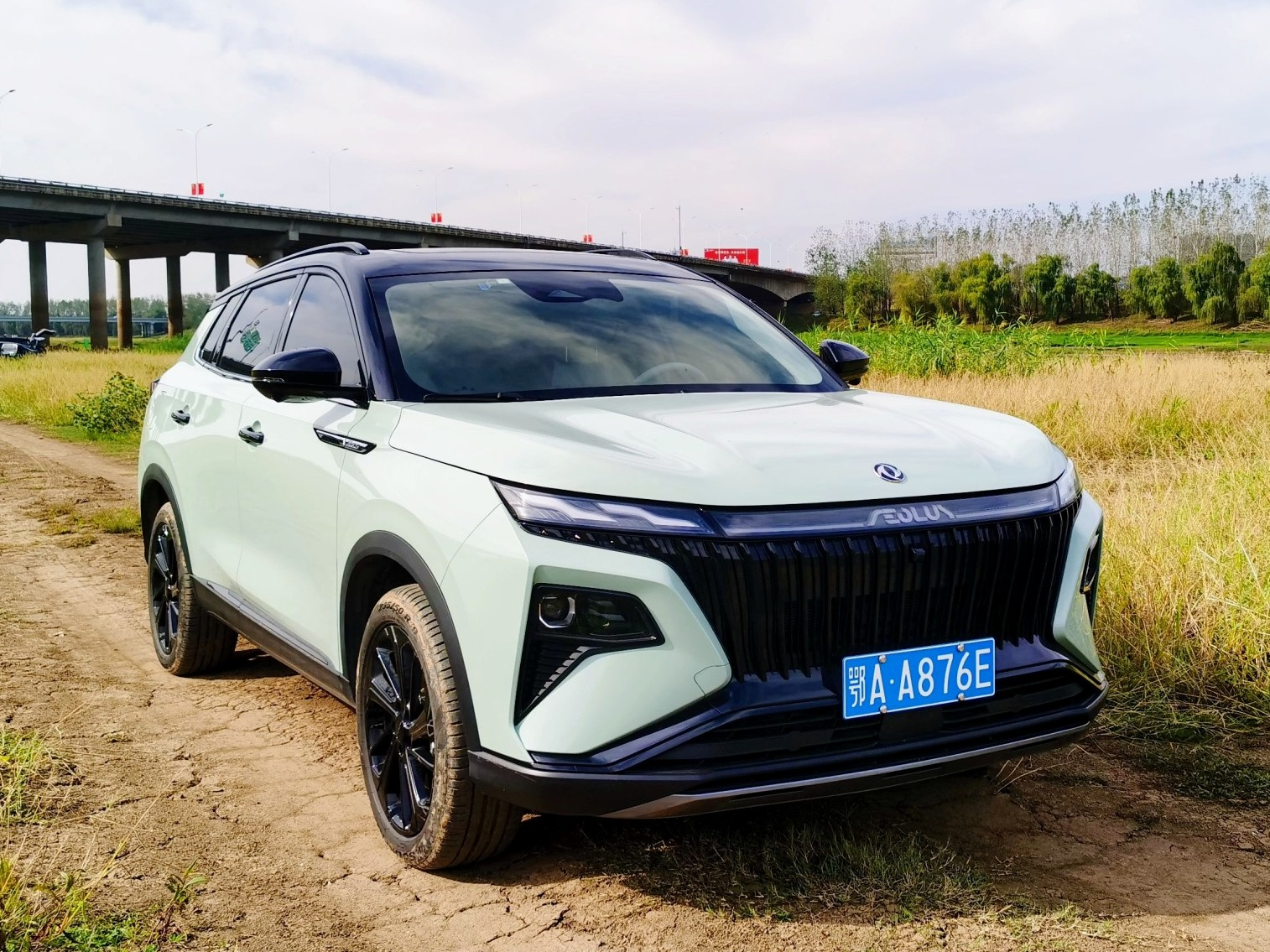
Aeolus Haoji
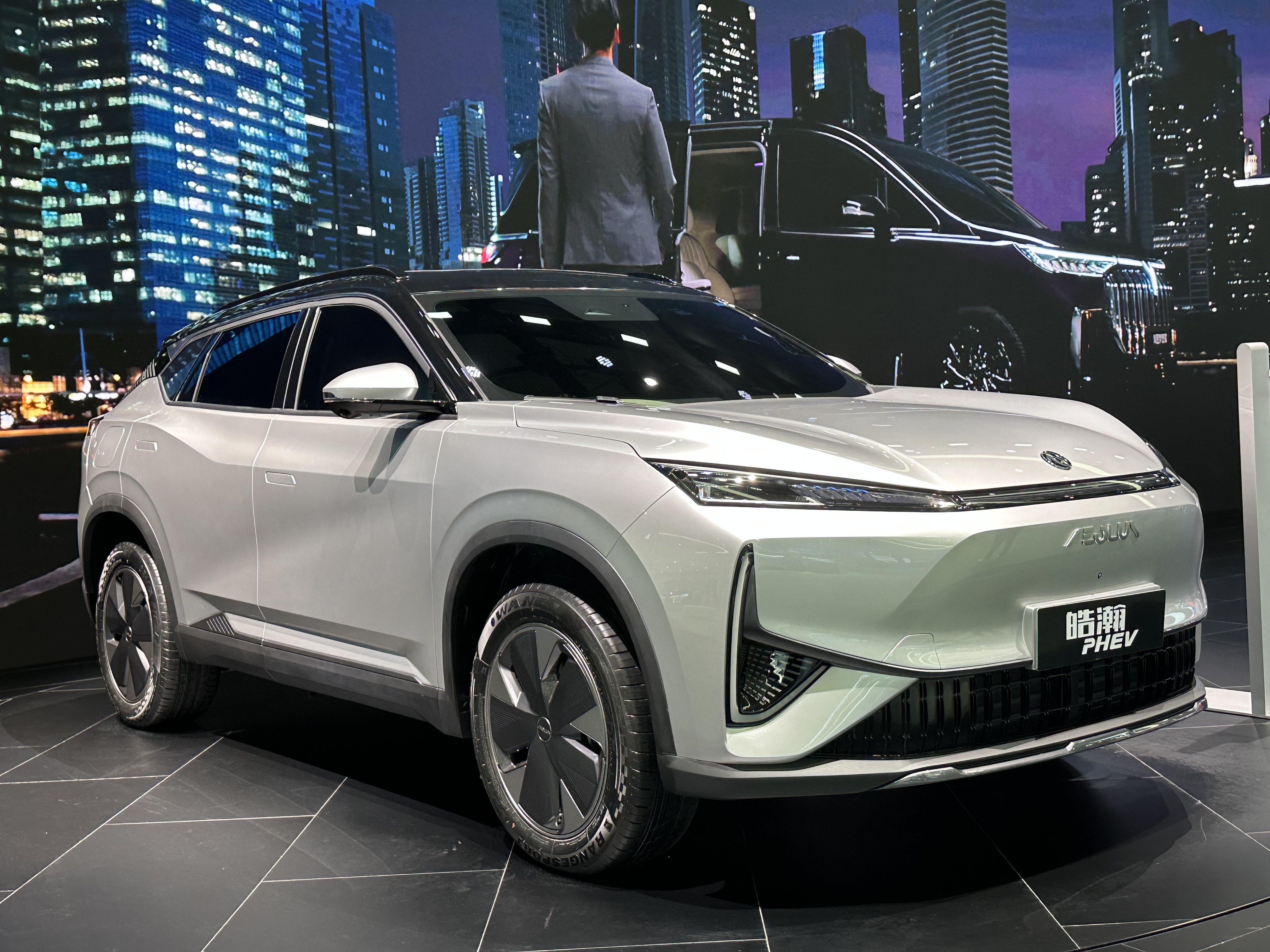
Aeolus Haohan
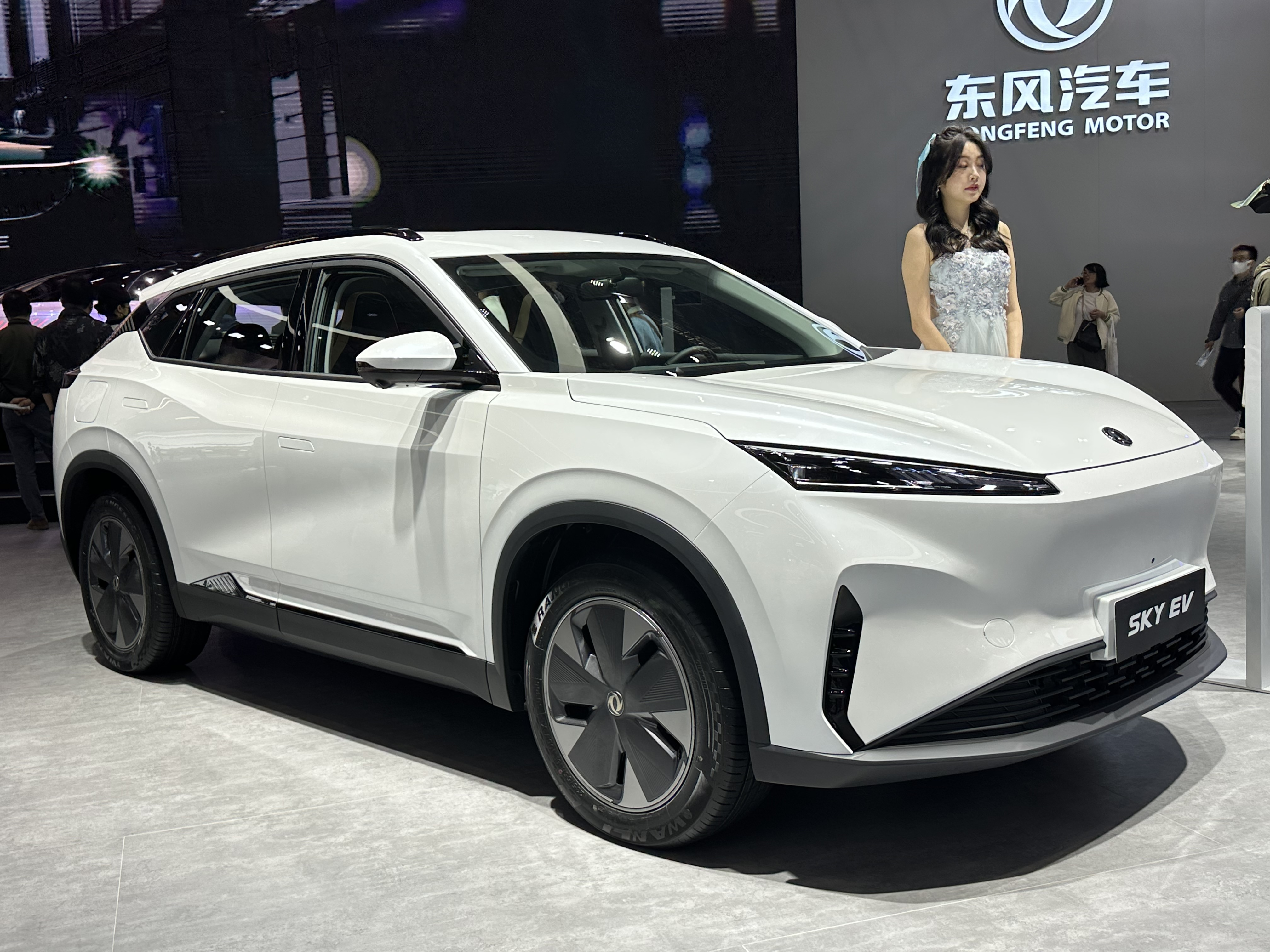
Aeolus Sky EV01

### Модели, снятые с производства

#### Автомобили
- Aeolus E30/E30L (2015—2016) — городской автомобиль
- Aeolus EX1 (2020—2022) — городской автомобиль
- Aeolus S30 (2009—2017) — субкомпактный седан
  - Aeolus H30 (2009—2017) — хетчбэк-версия S30
  - Aeolus H30 Cross (2011—2017) — SUV-версия S30
- Aeolus A30 (2014—2019) — субкомпактный седан
- Aeolus L60 (2015—2019) — компактный седан
- Dongfeng A9 (2016—2019) — представительский седан

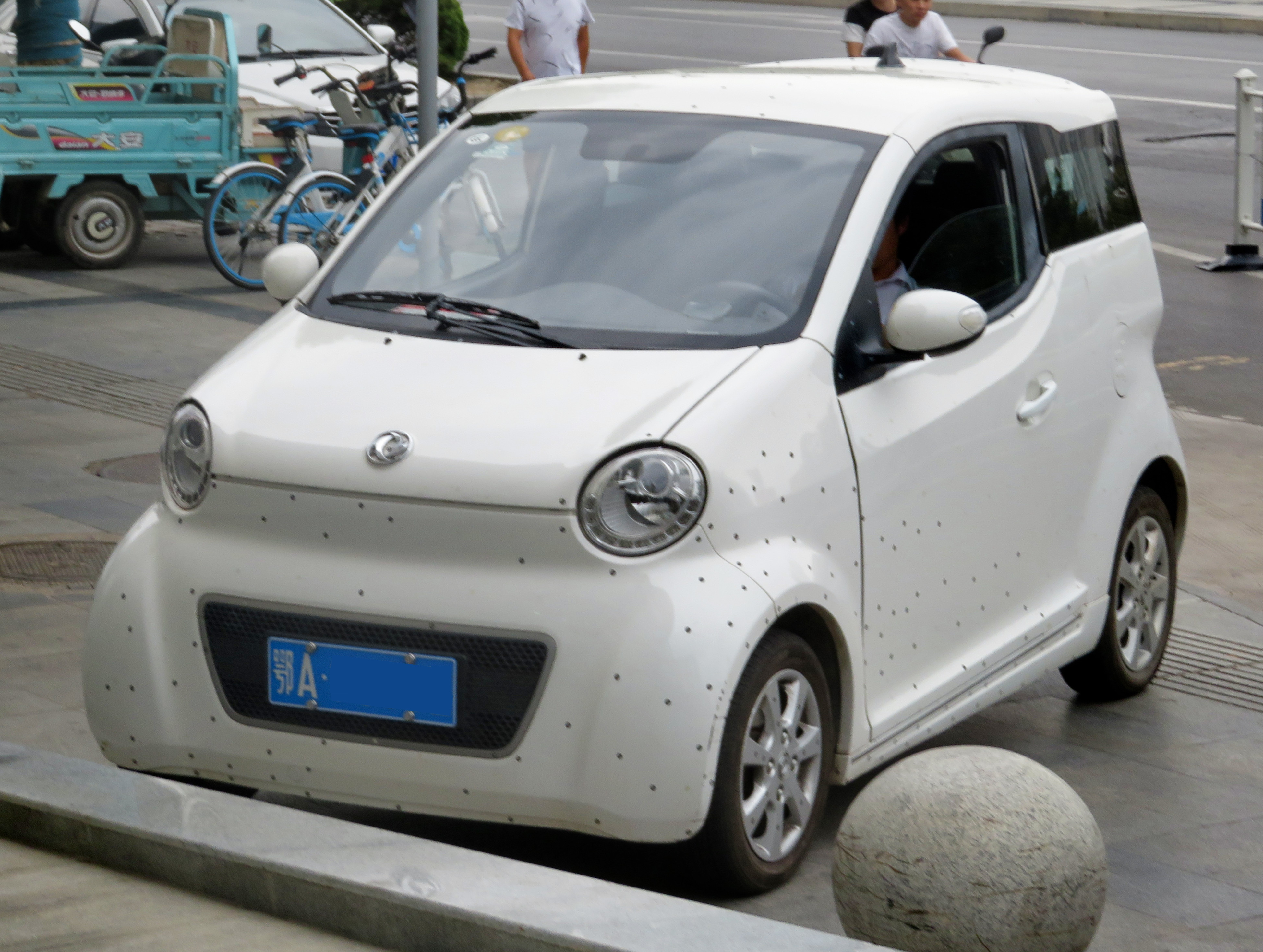
Aeolus E30
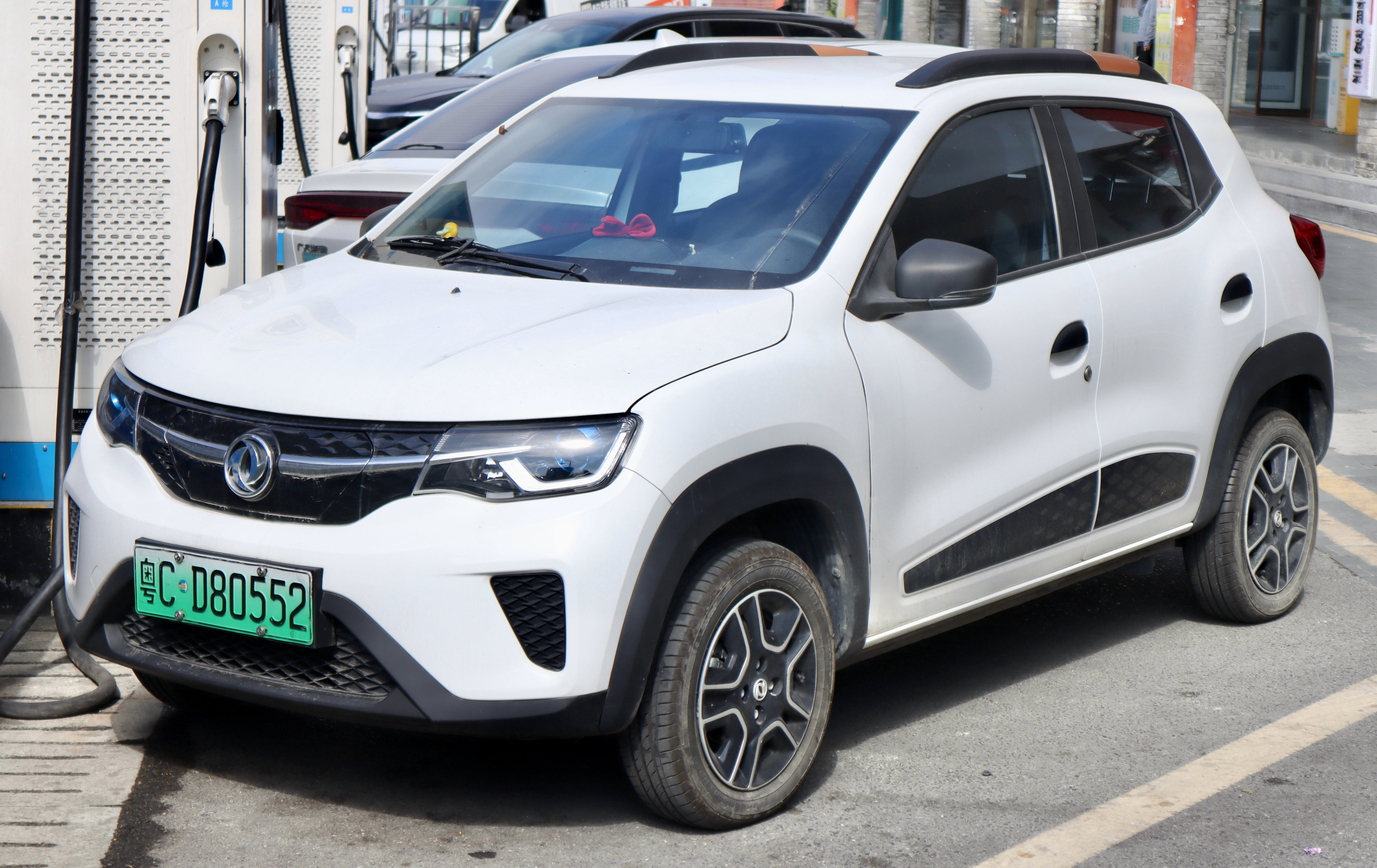
Aeolus EX1
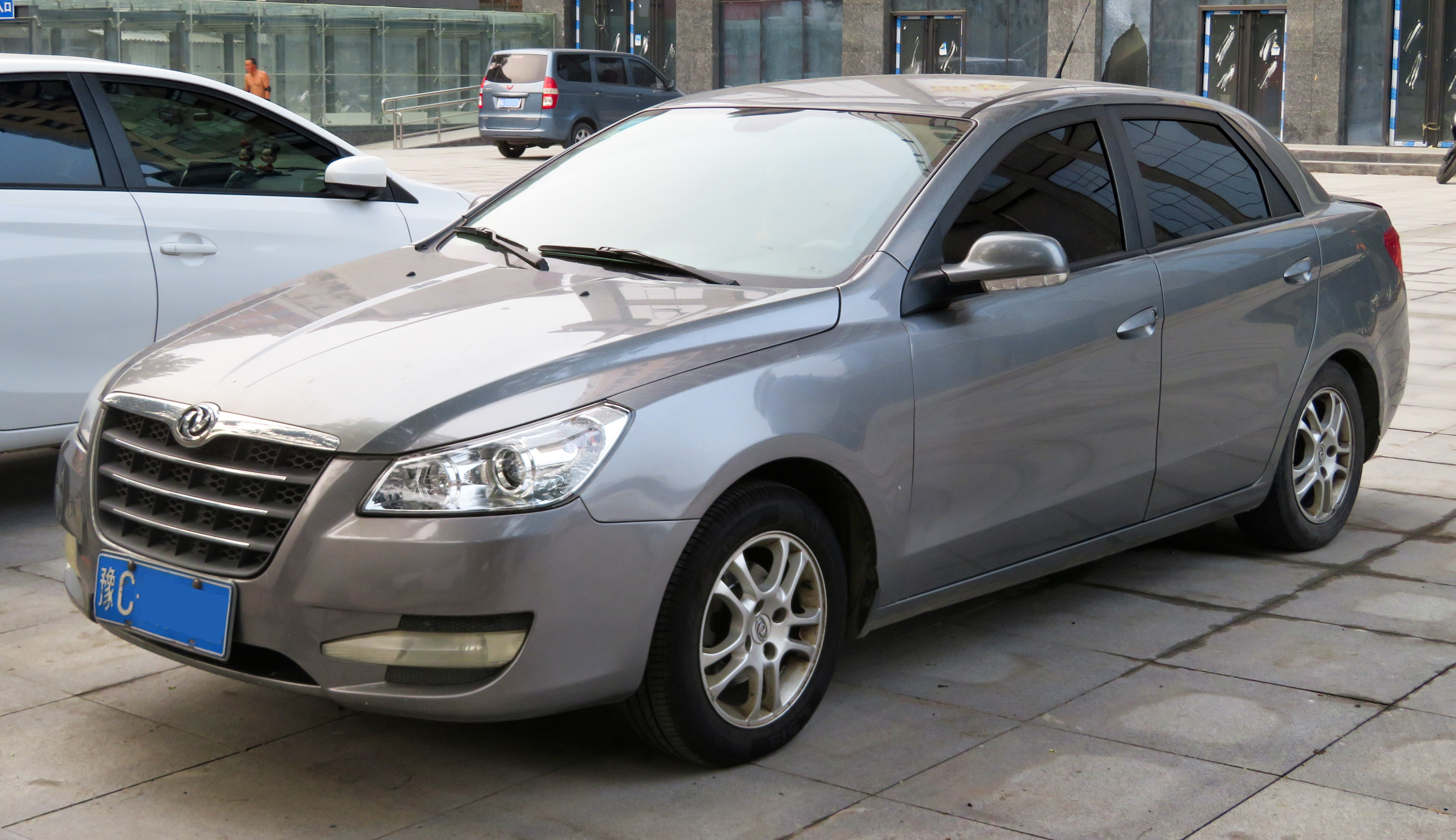
Aeolus S30
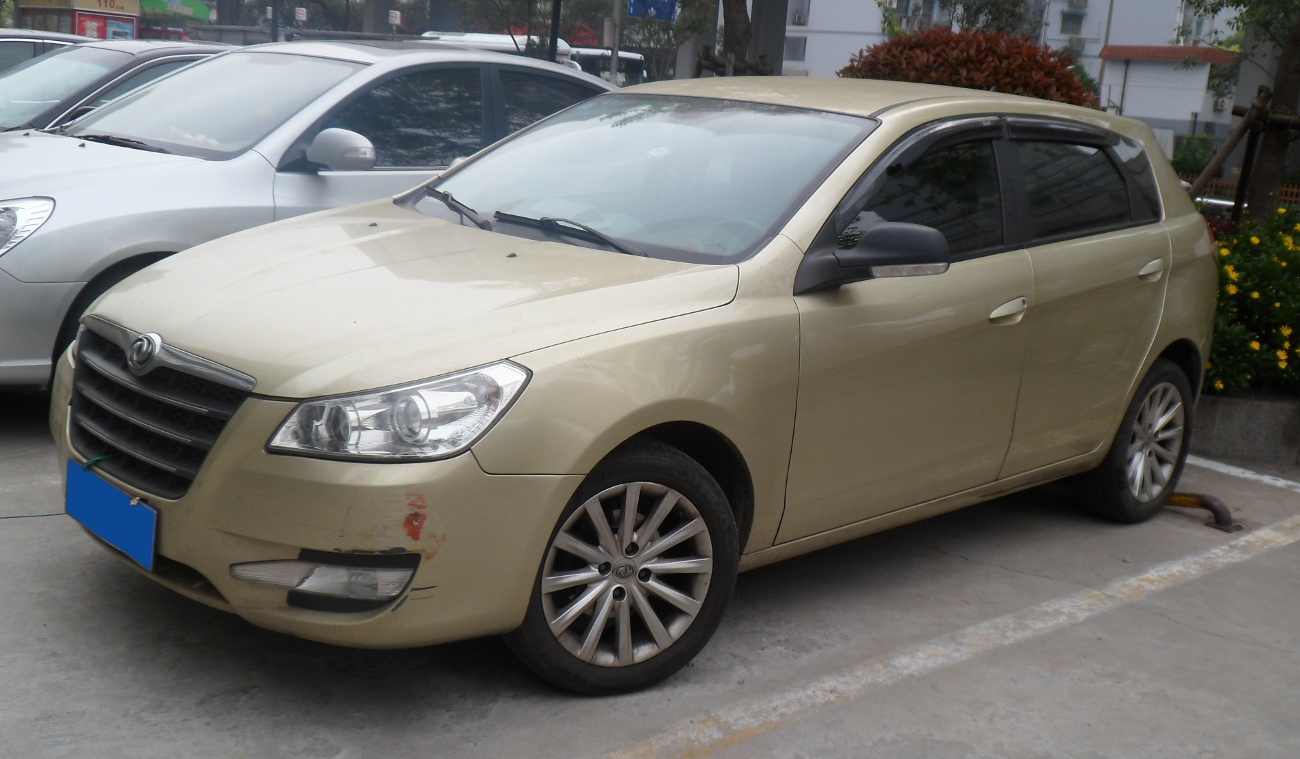
Aeolus H30
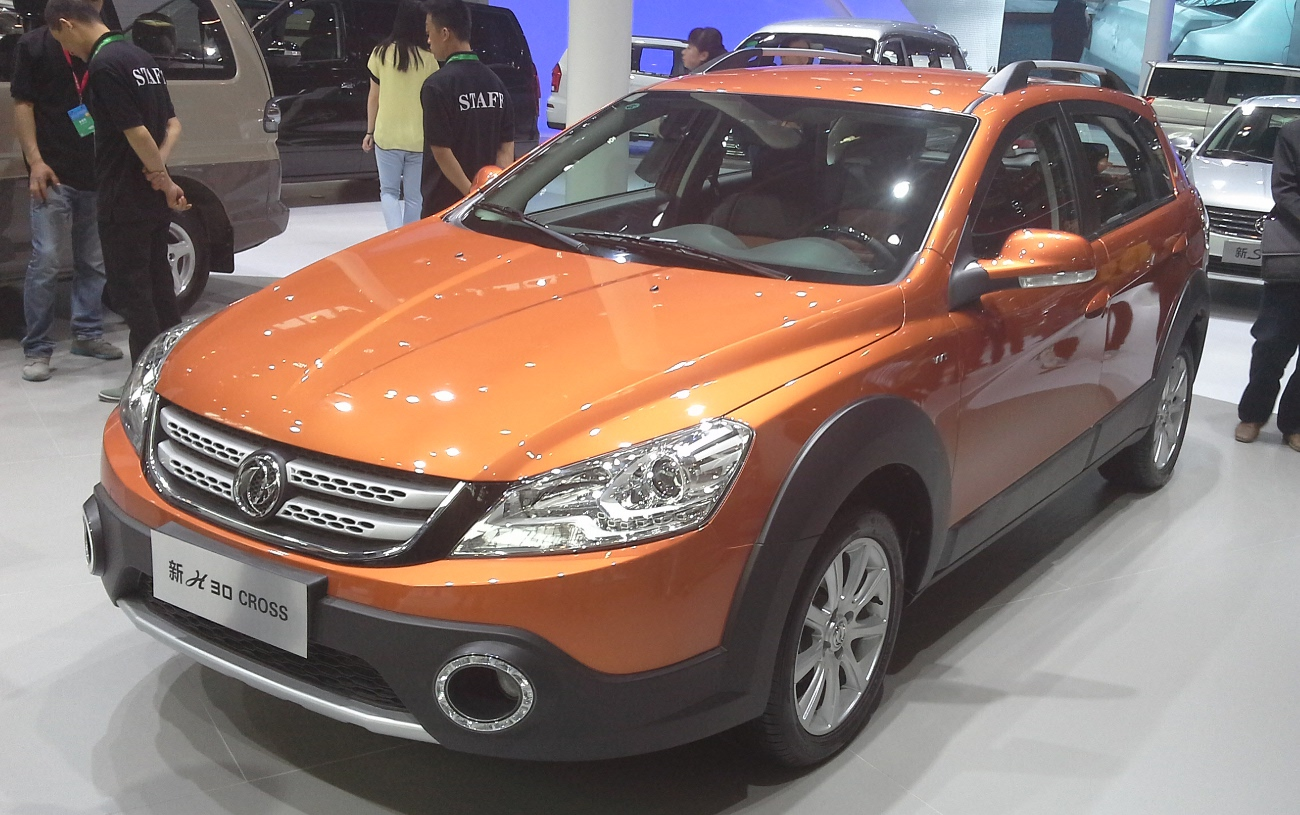
Aeolus H30 Cross
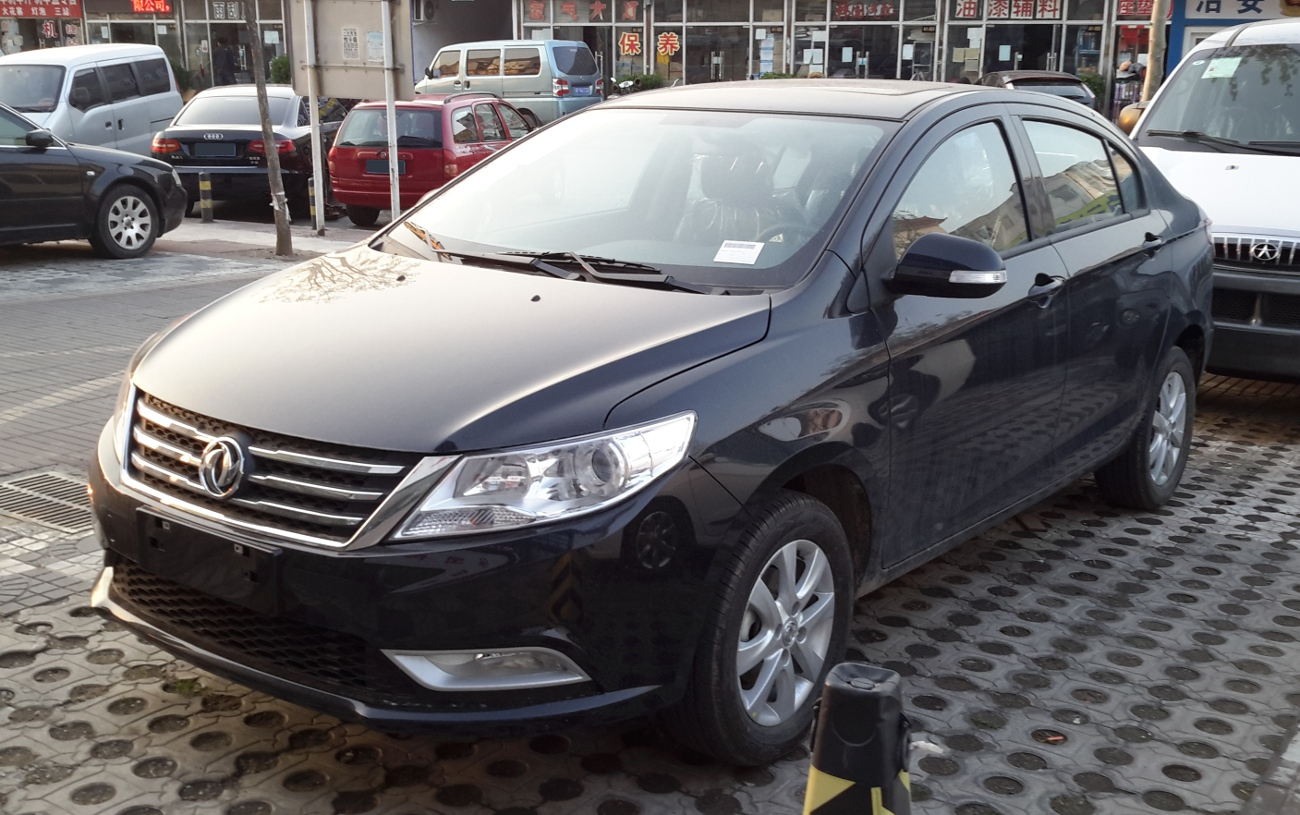
Aeolus A30
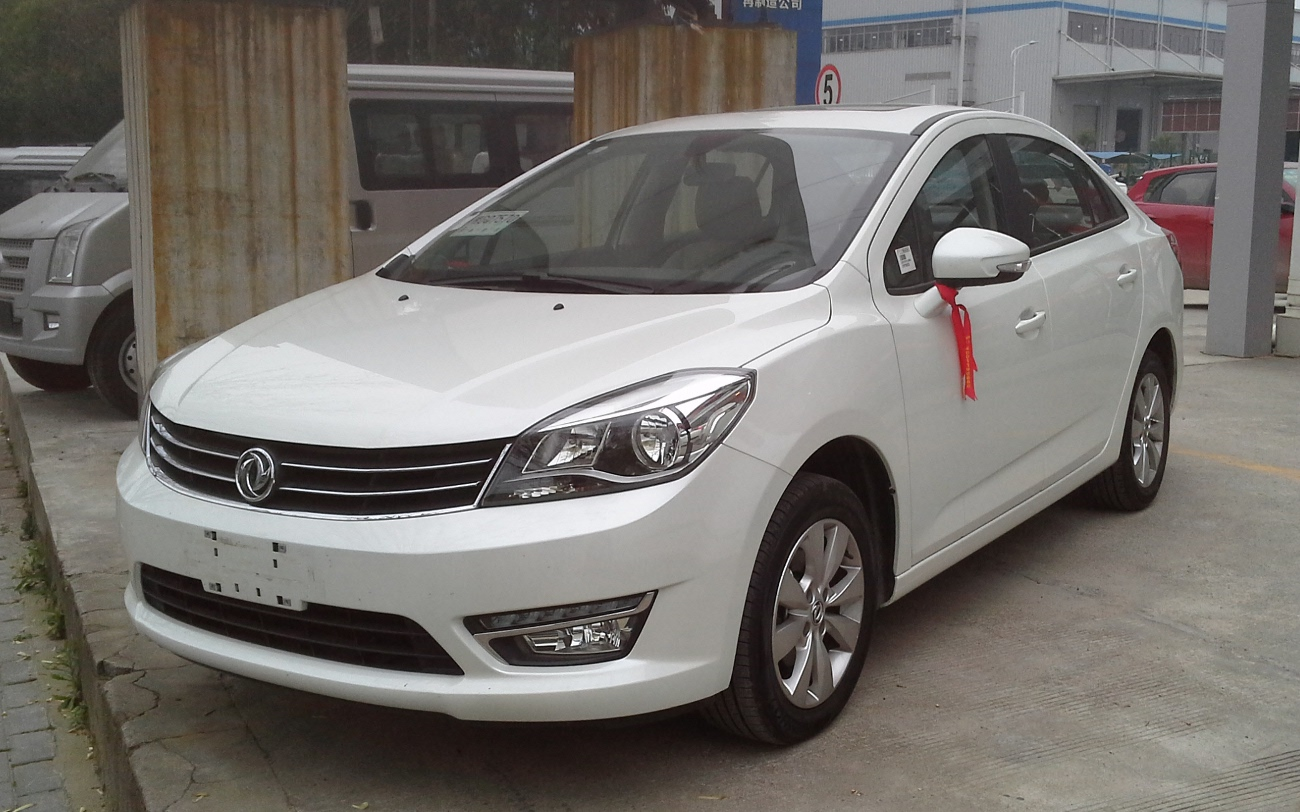
Aeolus L60
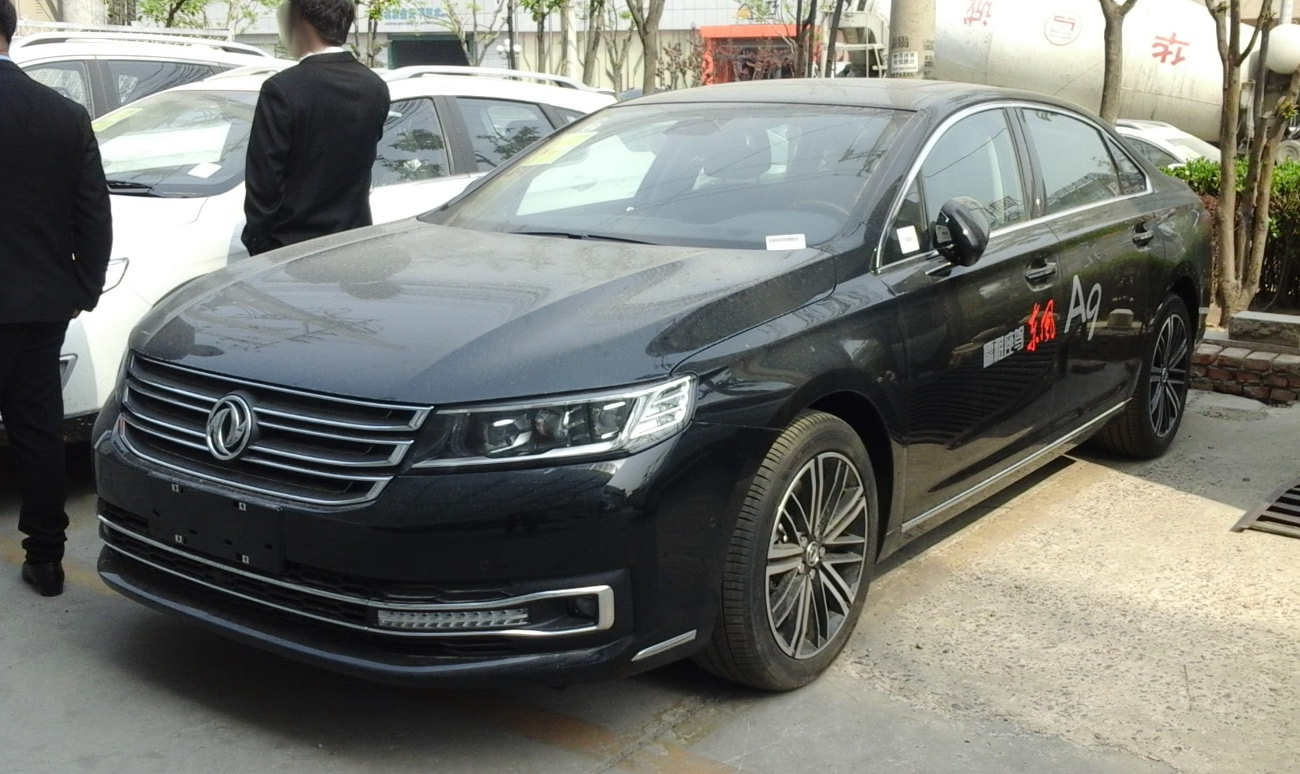
Dongfeng A9

#### SUV
- Aeolus AX3 (2015—2019) — субкомпактный SUV
- Aeolus AX4 (2017—2021) — субкомпактный SUV
- Aeolus AX5 (2016—2020) — компактный SUV

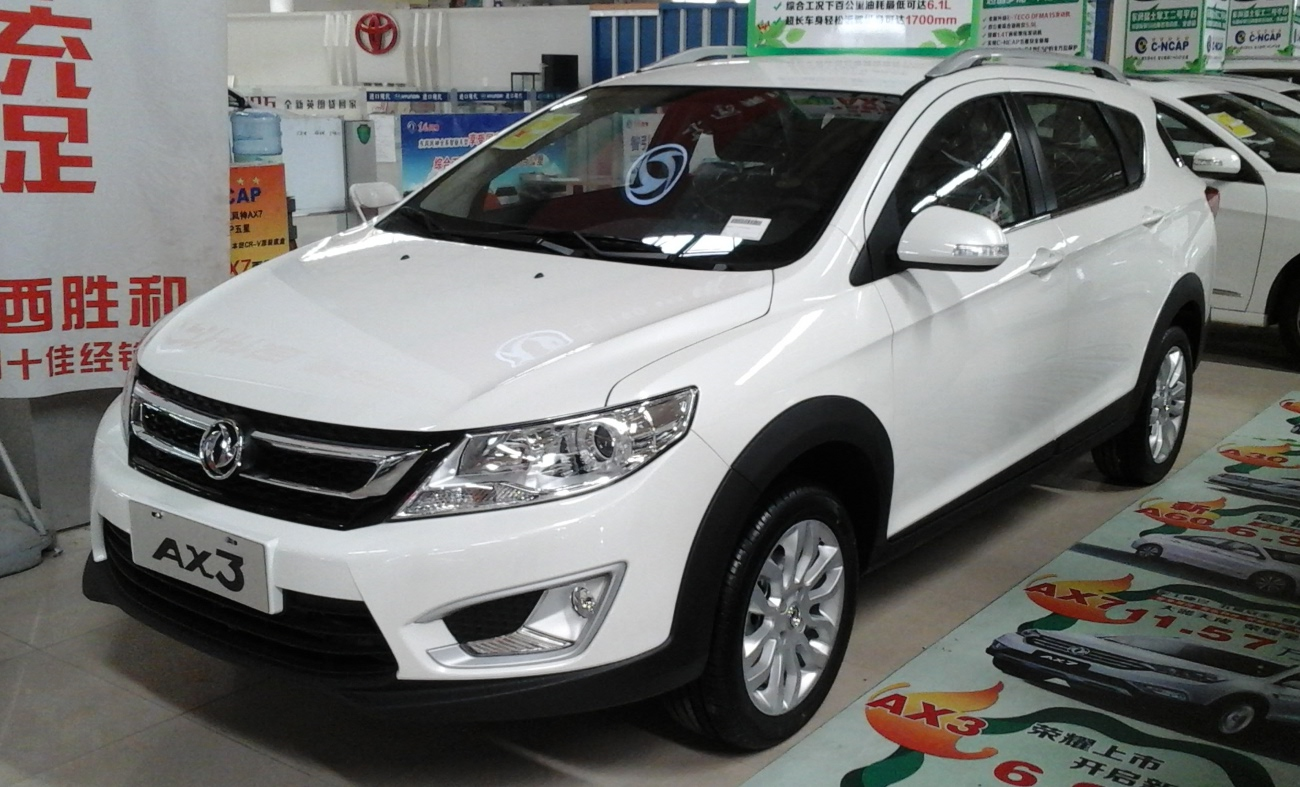
Aeolus AX3
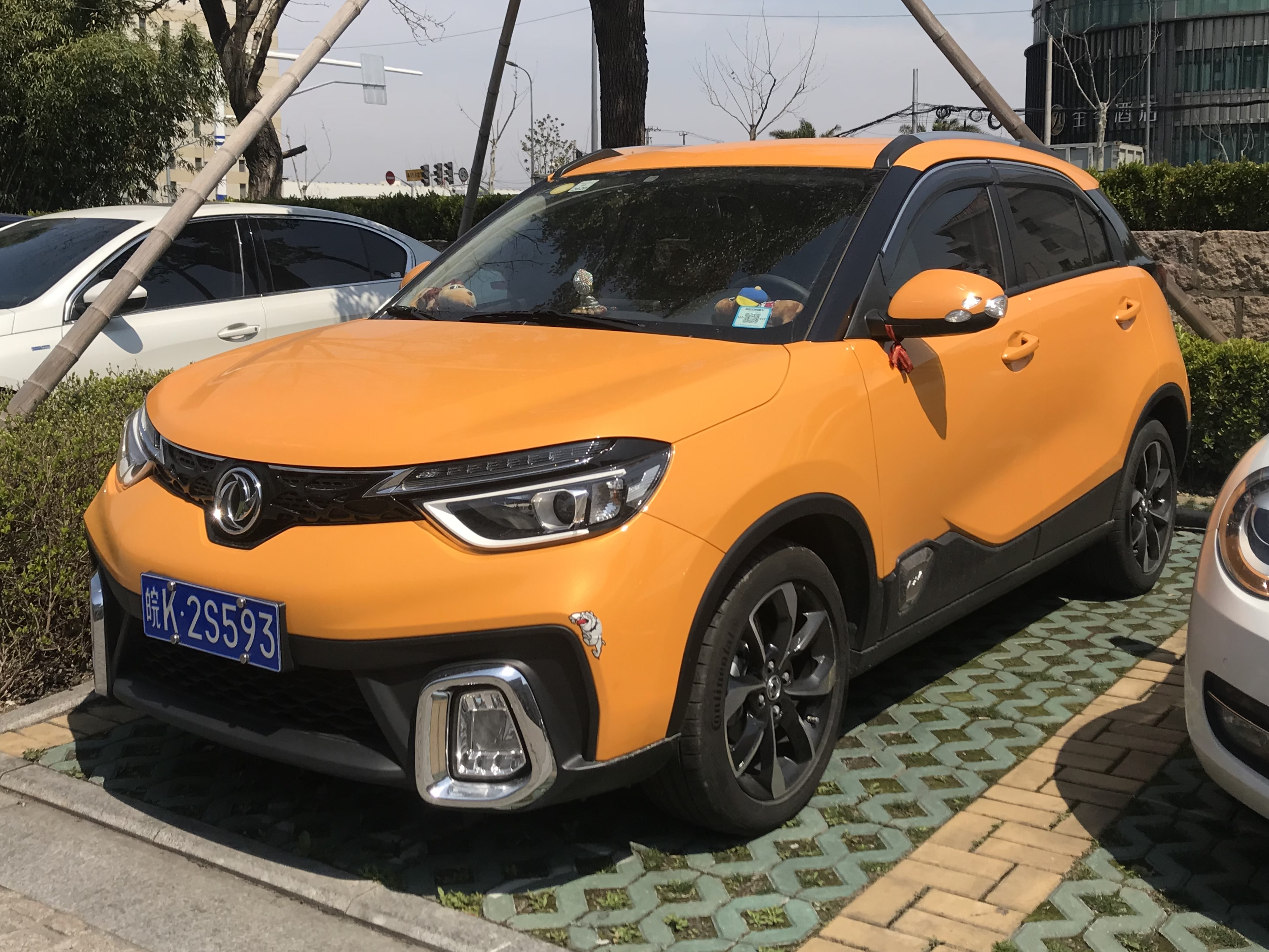
Aeolus AX4
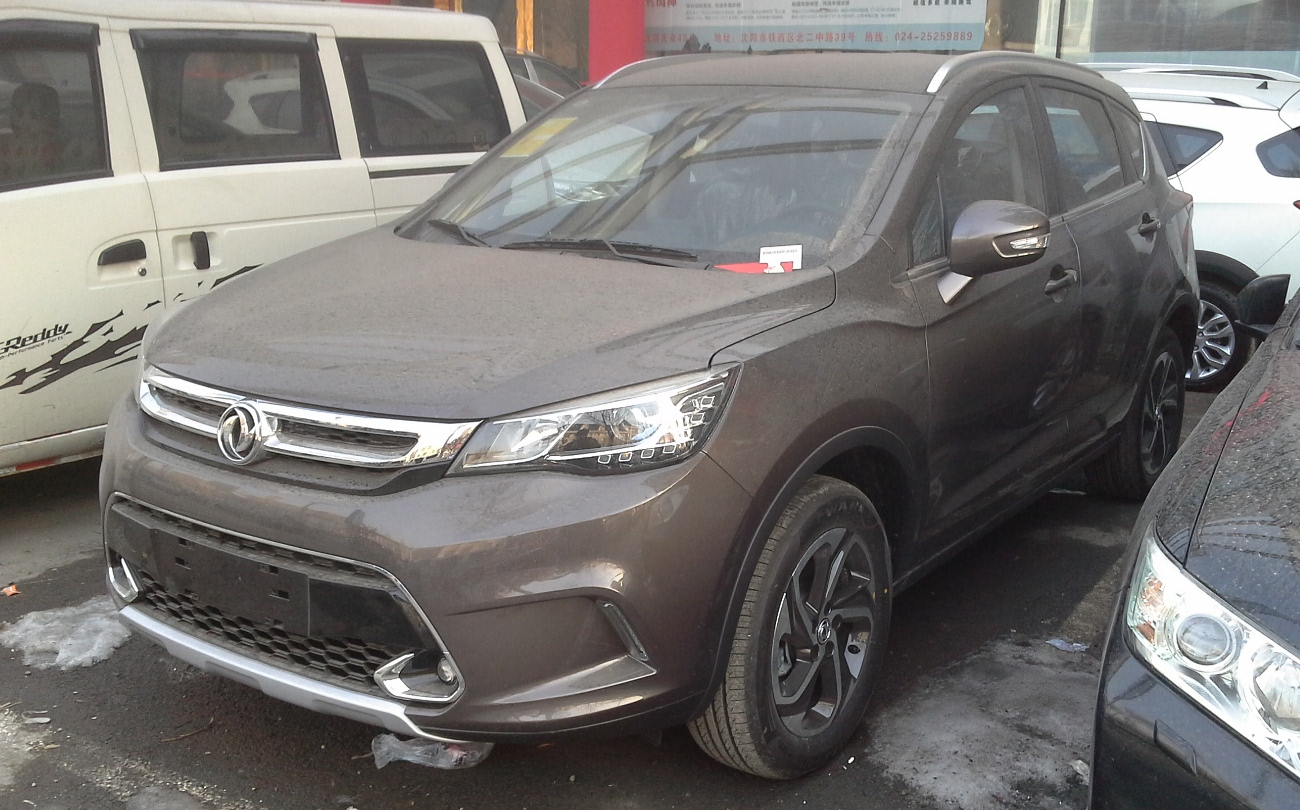
Aeolus AX5

## Продажи
Автомобили Fengshen в настоящее время продаются в Китае и Венесуэле.
| Год  | Всего   |
| ---- | ------- |
| 2009 | 22,000  |
| 2010 | 28,188  |
| 2011 | 28,000  |
| 2012 | 60,200  |
| 2013 | 80,077  |
| 2014 | 80,107  |
| 2015 | 100,417 |
| 2016 | 150,077 |
| 2017 | 125,018 |
| 2018 | 95,641  |
| 2019 | 78,107  |
| 2020 | 70,519  |
| 2021 | 121,570 |
| 2022 | 190,587 |